# Olenecamptus shanensis
Olenecamptus shanensis är en skalbaggsart som beskrevs av Gilmour 1952. Olenecamptus shanensis ingår i släktet Olenecamptus och familjen långhorningar.
Artens utbredningsområde är Myanmar. Inga underarter finns listade i Catalogue of Life.